# Coleção de Arte da Cidade de São Paulo
A Pinacoteca Municipal de São Paulo é a instituição pública responsável pela gestão, conservação e exposição do patrimônio artístico pertencente à prefeitura de São Paulo e demais órgãos do poder executivo municipal. Fundada em 1961, a Pinacoteca Municipal é herdeira da primeira coleção pública de arte moderna do Brasil – a da Seção de Artes da Biblioteca Mário de Andrade, constituída a partir de 1946.
Conserva um expressivo acervo de aproximadamente 2800 obras, em técnicas diversas, além de seis coleções de arte postal, com 3500 peças no total, abrangendo nomes exponenciais da arte brasileira e estrangeira, do século XVII aos dias de hoje. As obras encontram-se conservadas na reserva técnica do Centro Cultural São Paulo (CCSP), na rua Vergueiro, onde são expostas em mostras rotativas na "Sala Tarsila do Amaral" e no "Gabinete de Papel".

## Histórico

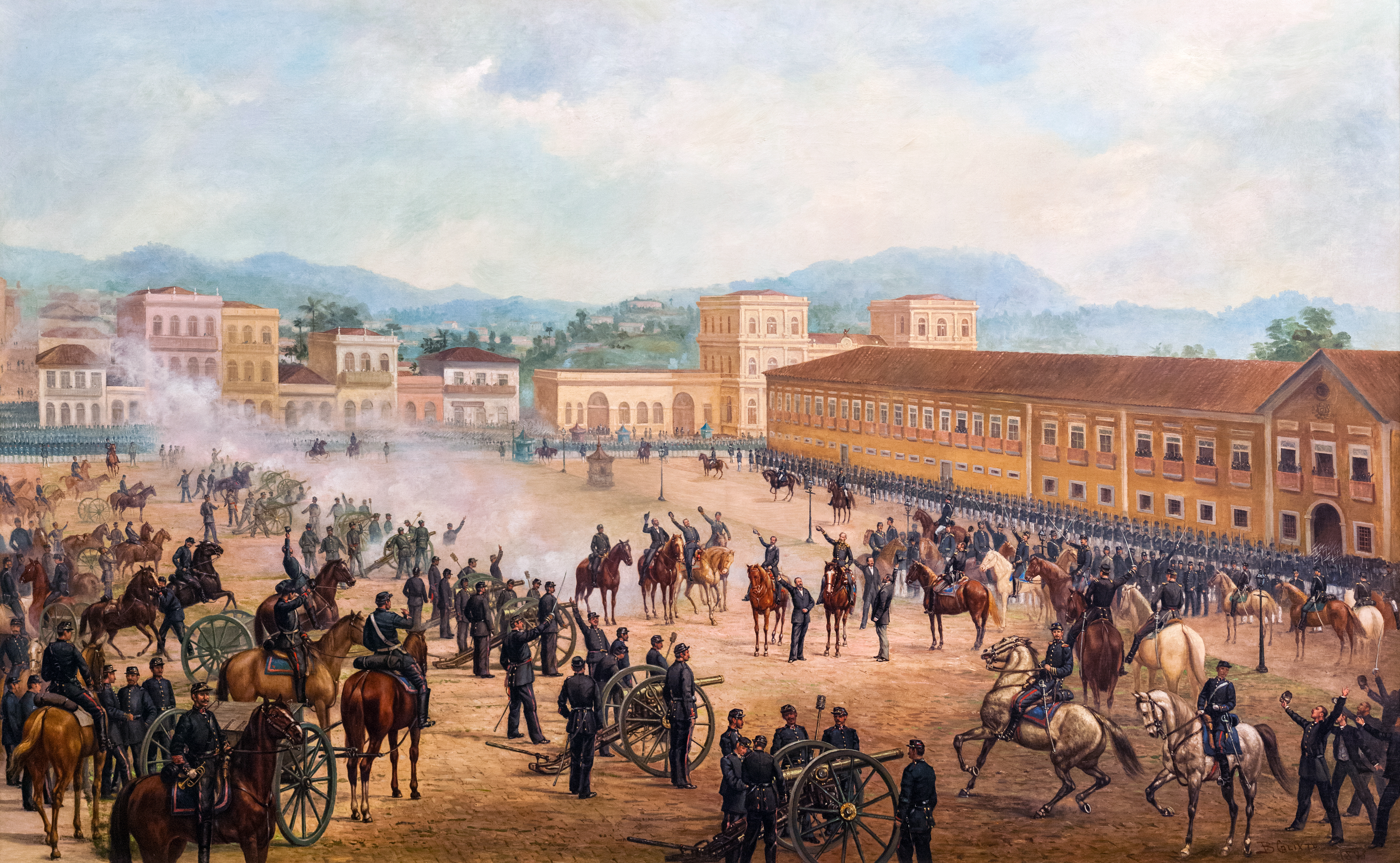
Benedito Calixto (1853-1927) Proclamação da República, 1893

O acervo artístico da Pinacoteca Municipal tem sua origem nas primeiras aquisições de obras efetuadas pela prefeitura de São Paulo, no início do século XX, a partir da gestão de Antônio da Silva Prado, com o objetivo precípuo de decorar os gabinetes dos administradores. Este acervo, composto basicamente por pinturas de temas históricos ou relacionados à iconografia paulista, foi posteriormente ampliado por meio de um expressivo núcleo de obras de arte moderna, reunidas pela Biblioteca Mário de Andrade. Na década de 1940, intelectuais ligados ao movimento moderno defendem a criação de um museu municipal especializado na produção modernista. A ideia, no entanto, embora apoiada por Sérgio Milliet (à época diretor da Biblioteca Municipal), não obtém o aval do prefeito Abraão Ribeiro, sendo somente concretizada dois anos depois, como fruto da iniciativa privada, tendo à frente o empresário Ciccillo Matarazzo.
Em 1952, o prefeito Armando de Arruda Pereira solicita a criação de um inventário das obras de arte sob a guarda de todos órgãos públicos municipais. A ideia de criar um museu de arte municipal, no entanto, era considerada inviável. Durante a gestão de Adhemar de Barros, um grupo de trabalho é instituído, em 1959, para viabilizar a criação do museu municipal de arte, previsto, a princípio, para funcionar na antiga residência do pintor Almeida Júnior. A iniciativa também não vingou. Somente na administração Prestes Maia a Pinacoteca Municipal de São Paulo seria finalmente criada, a 14 de novembro de 1961, tendo por base as obras provenientes do Gabinete da Prefeitura, da Câmara Municipal e da Seção de Artes da Biblioteca Mário de Andrade.

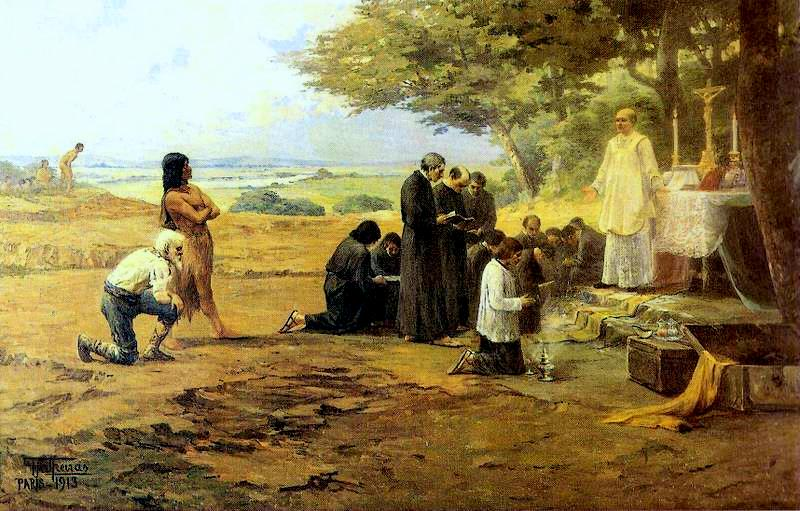
Antônio Parreiras (1860-1937) Fundação de São Paulo, 1913

O decreto de criação previa que a Pinacoteca deveria ser instalada em um edifício a ser designado por um grupo de estudo, o que, no entanto, não ocorreu, e a coleção continuou dispersa pelos edifícios governamentais nas duas décadas seguintes. Registraram-se algumas tentativas de construir ou destinar um edifício para abrigar a coleção, todas, entretanto, infrutíferas. Apenas em 1982, após a inauguração do Centro Cultural São Paulo, a prefeitura disponibilizaria um local para reunir o acervo, iniciando também um projeto museológico e uma série de exposições rotativas com peças da coleção. Durante a administração Jânio Quadros, estudou-se ainda a transferência do acervo para o Edifício Ramos de Azevedo, posteriormente descartada.
Sem a possibilidade de transferência  do acervo ou de construção de uma sede própria, iniciaram-se os trabalhos de reforma visando criar condições favoráveis à manutenção da coleção no próprio edifício do CCSP. Foi construída uma reserva técnica para conservar o acervo, bem como uma sala climatizada no piso Caio Graco para abrigar as exposições da Pinacoteca (Sala Tarsila do Amaral). Mais recentemente, o CCSP inaugurou o "Gabinete de Papel", para conservar e expor permanentemente as gravuras e desenhos da coleção, e um laboratório de conservação e restauro de obras de arte. O espaço, no entanto, ainda é criticado, por ser considerado inadequado para atividades museológicas regulares, e a transferência da Pinacoteca Municipal para um outro edifício ainda é objeto de estudo.

## O acervo

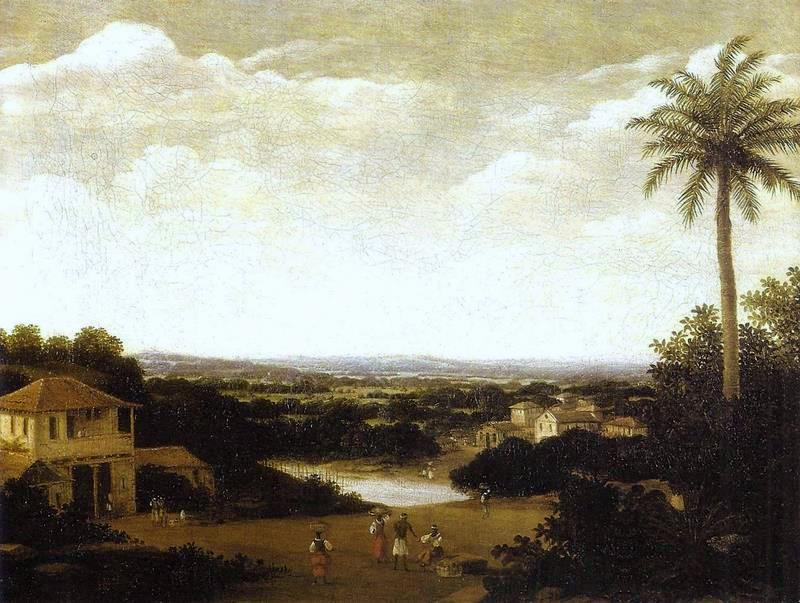
Frans Post (1612-1680) Vila de Ipojuca, 1640

### Formação e caracterização
As primeiras referências à aquisição de obras de arte pelo poder público municipal de São Paulo datam da gestão de Antônio da Silva Prado e de seus sucessores, barão de Duprat e Washington Luís. A aquisição desse patrimônio tinha por objetivo decorar os edifícios governamentais, privilegiando-se a compra de obras com temáticas paulistas e motivos históricos brasileiros. Outras, como gravuras de viajantes, mapas e reproduções eram enviados à Seção de Estampas e Mapas da Biblioteca Municipal.
Após a criação do Departamento de Cultura da Municipalidade Paulistana, idealizado e dirigido por Mário de Andrade, ocorrem as primeiras aquisições de obras de tendências modernas. A este órgão se subordinava a Biblioteca Municipal, principal depositária das peças adquiridas. Em 1943, Sérgio Milliet assume a direção da Biblioteca Municipal e, três anos depois, cria a "Seção de Artes", a primeira coleção pública de arte moderna do Brasil.
Herdeira dessas e de outras coleções, a Pinacoteca Municipal conserva ao todo 3500 obras, de diversas técnicas e procedências, abrangendo desde as manifestações artísticas do período colonial até peças contemporâneas e importantes exemplares da chamada “arte postal”. A maior parte corresponde a desenhos e gravuras, seguindo-se de pinturas, esculturas e objetos tridimensionais, além de pequenas coleções de artes decorativas (tapeçarias, cerâmicas e mobiliário) e de vestuário.

#### Obras sobre papel

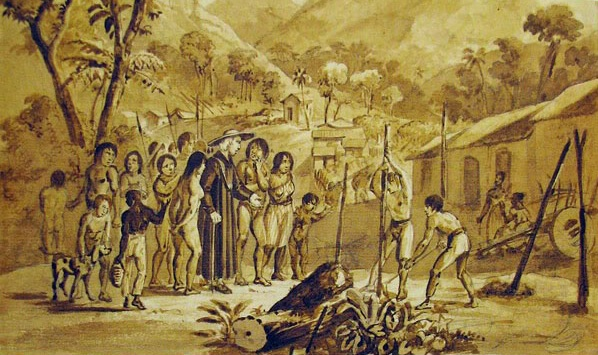
Rugendas (1802-1858) Aldeia de Tapuios, sem data

O núcleo de obras sobre papel é o maior da instituição, representando 70% do total de peças. Destaca-se o conjunto de mais de 100 aquarelas e gravuras de Rugendas, retratando aldeias e grupos indígenas brasileiros, paisagens do Rio de Janeiro por Maria Graham, estudos de Pedro Américo e Theodoro Braga e raros exemplares da obra gravada de Oscar Pereira da Silva.
A maior parte das peças, no entanto, data do século XX, sobressaindo o conjunto de obras do modernismo brasileiro. O núcleo conserva as ilustrações originais de Tarsila do Amaral para o livro Pau-Brasil, de Oswald de Andrade, e amplos conjuntos de desenhos de Anita Malfatti, Cândido Portinari, Lasar Segall, Alfredo Volpi, Di Cavalcanti, Djanira, Oswaldo Goeldi, Antonio Gomide, José Pancetti e J. Carlos, entre outros. Representando o desenho brasileiro contemporâneo, há obras de Marcelo Grassmann, Renina Katz, Geraldo de Barros, etc.
Na coleção de gravuras, há obras exponenciais de Oswaldo Goeldi, Elizabeth Nobling, Lívio Abramo, Carybé, Fayga Ostrower, Rubem Valentim, Poty Lazzarotto, Lygia Pape, Sérvulo Esmeraldo, Nelson Leirner e Emanoel Araújo.
Por fim, o núcleo conserva um expressivo conjunto de obras de artistas estrangeiros, cabendo destacar os nomes de Pierre-Auguste Renoir, Henri Matisse (a célebre série Jazz), Juan Miró, Pablo Picasso, Marc Chagall, Fernand Léger, Marie Laurencin, Georges Rouault, Francis Picabia, Sonia Delaunay e Árpád Szenes.

#### Pinturas

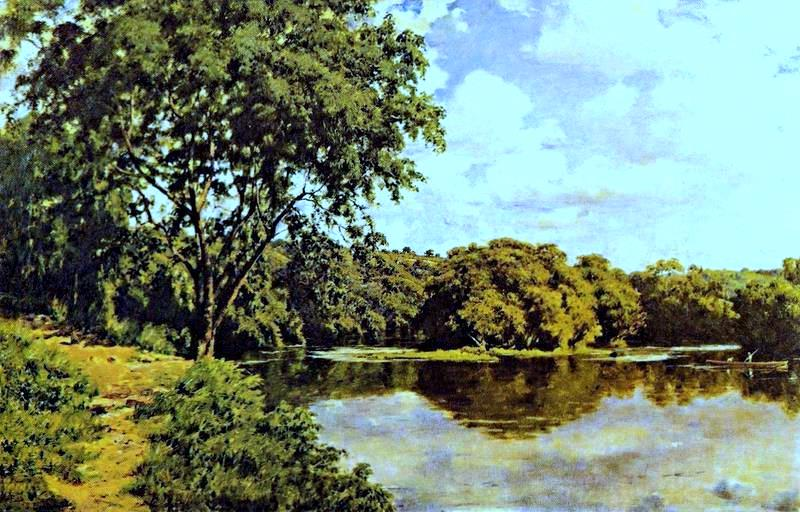
João Batista da Costa (1865-1926) Porto Feliz, sem data

Na coleção de pinturas da Pinacoteca Municipal, destacam-se as obras relacionadas à iconografia paulista e paulistana (paisagens rurais e urbanas), pinturas de cunho histórico e exemplares da pintura figurativa e abstrata do século XX. A mais valiosa obra do núcleo é Vila de Ipojuca, do pintor holandês Frans Post. Há ainda retratos executados por Almeida Júnior e Karl Ernst Papf, as grandes telas Fundação de São Paulo de Antônio Parreiras, e Proclamação da República, de Benedito Calixto, e outras obras de autores ligados à tradição acadêmica (Pedro Alexandrino, João Batista da Costa, Oscar Pereira da Silva, Lucílio de Albuquerque, entre outros).
No segmento referente à arte moderna, destacam-se os grandes painéis Colonizadores da Cidade de São Paulo e Partida dos Bandeirantes, de Clóvis Graciano, e Batalha dos Farrapos de José Wasth Rodrigues, e outras obras de Cândido Portinari, Di Cavalcanti, Ernesto de Fiori, Sérgio Milliet, Bruno Giorgi, Flávio de Carvalho, Francisco Rebolo, Valle Júnior, Gastão Worms, Aldo Bonadei e Lopes de Leão, etc. Há ainda pinturas naïf de José Antônio da Silva e obras contemporâneas de Wega Nery, Maria Leontina Franco da Costa, Tomie Ohtake e Aldemir Martins, entre outros.

#### Esculturas e obras tridimensionais
Neste núcleo do acervo, são conservadas esculturas e obras contemporâneas em suportes diversos (instalações, trabalhos mistos e exemplares de videoarte). Sobressai um conjunto de obras de Victor Brecheret, entre elas Eva, famoso mármore da fase proto-modernista do escultor, datado de 1920. Há ainda obras de Ettore Ximenes, Bruno Giorgi (Mário de Andrade e Sérgio Milliet), Galileo Emendabili, Ernesto de Fiori, um amplo conjunto de bronzes de Joaquim Lopes Figueira, e outros trabalhos de Caciporé Torres, Flávio Império, Luís Morrone, Giulio Starace, Nicolas Vlavianos, Leda Catunda e Raphael Galvez.